# 2 Pułk Konny Ochotników Żmudzkich

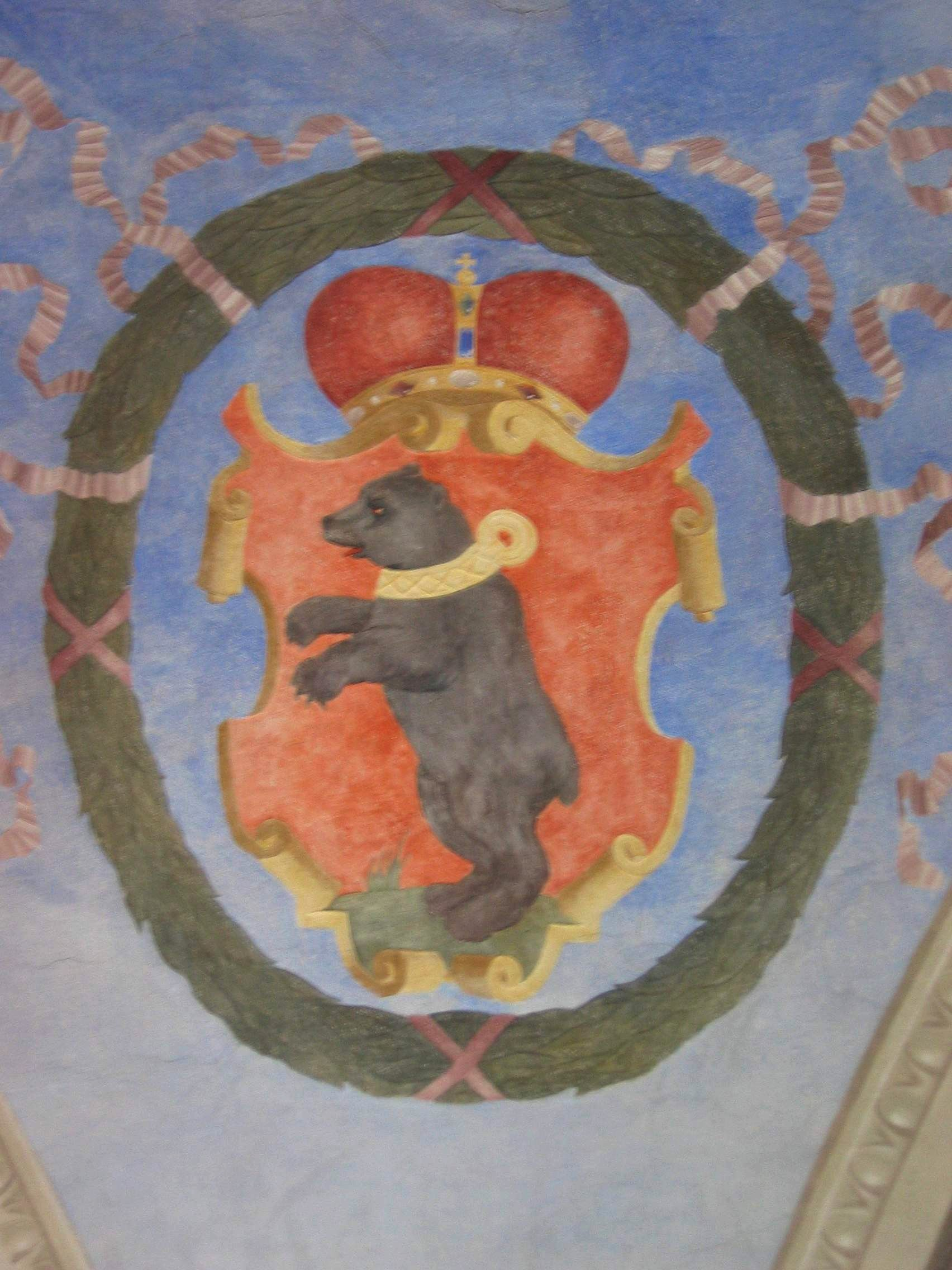
Herb Księstwa Żmudzkiego

2 Pułk Konny Ochotoników Żmudzkich - (albo 2 Pułk Konny Księstwa Żmudzkiego) – oddział jazdy armii Wielkiego Księstwa Litewskiego wojska I Rzeczypospolitej okresu powstania kościuszkowskiego.
Dowódcą oddziału był płk Józef Poniatowski.
Udział ks. Poniatowskiego w powstaniu był jednak trudny z powodu pokrewieństwa z pogardzanym królem, braku dobrej współpracy wojskowej z Kościuszką, Zajączkiem i Dąbrowskim (chociaż sam naczelnik dążył do zwiększenia zaangażowania księcia w sprawy powstania), jak i wpływów oraz akcji radykałów z Kołłątajem na czele.